# Caras Galadhon

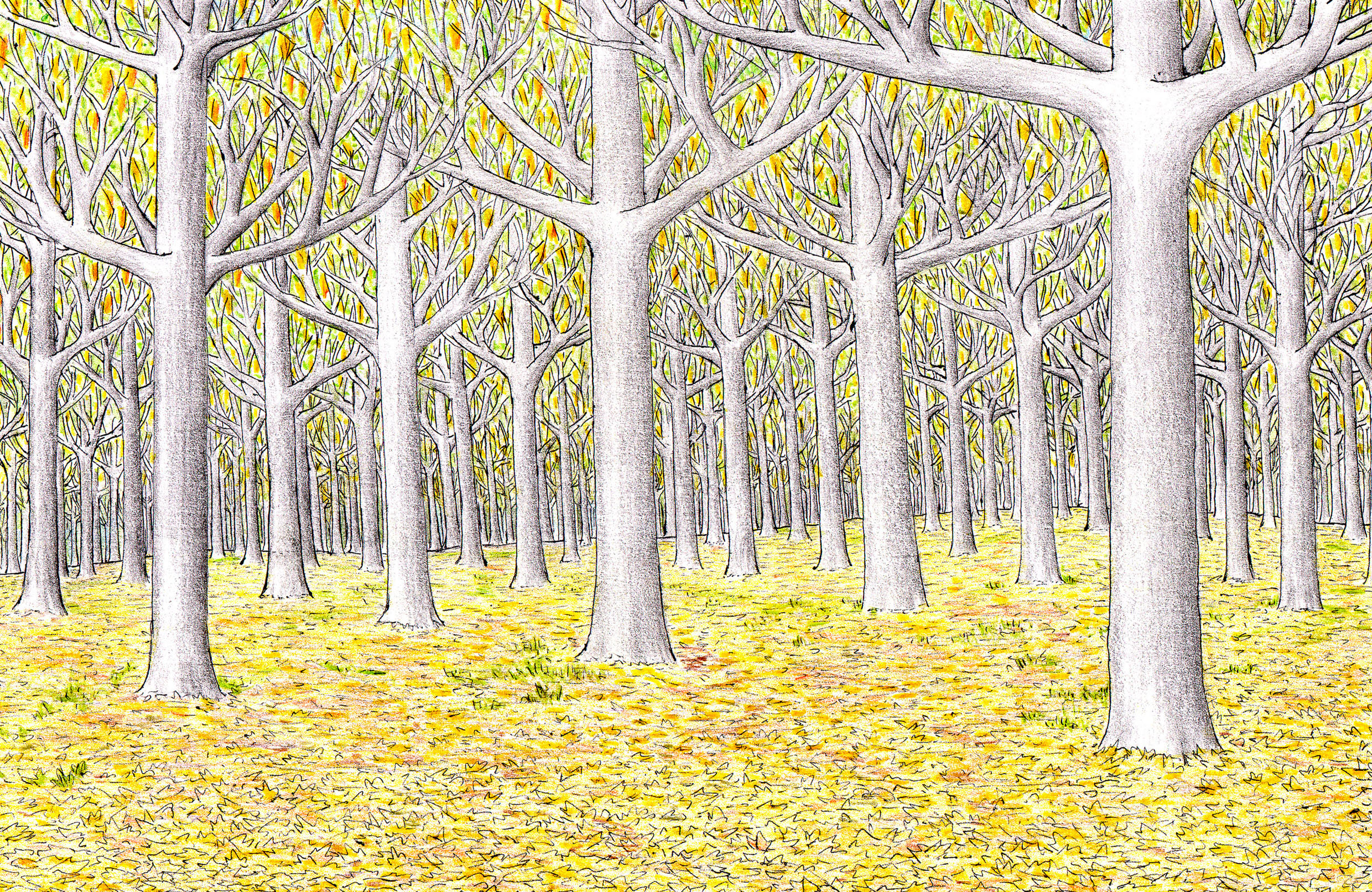
Bosque de Lothlórien, donde se encuentra Caras Galadhon

Caras Galadhon es un lugar ficticio que pertenece al legendarium creado por el escritor británico J. R. R. Tolkien y que aparece en su novela El Señor de los Anillos. Es una fortaleza y ciudad de los galadhrim, situada en el corazón del Naith de Lothlórien, y en donde se hallaba el palacio y sede del gobierno de Galadriel y Celeborn.

## Etimología
Su nombre significa “Fortaleza de los árboles”, compuesta por la palabra, de origen silvano adaptada al sindarin,  caras, que hace referencia a “una fortaleza rodeada por un foso”; y galadhon, palabra sindarin que se traduce como “de los árboles”, de la raíz galad/gal.

## Descripción
Ubicada a unas diez millas al norte del Cauce de Plata, en un vasto claro circular del bosque y sobre una colina, cubierta de altos mellyrn que “(…) se erguían… como torres vivientes…” Estaba rodeada de un profundo foso y del otro lado de este “(…) una pared verde se levantaba a gran altura…” Un camino de piedras blancas rodeaba el foso del lado de afuera, que conducía a un puente ubicado en el sector suroeste de la muralla; en donde se encontraban las Grandes Puertas; “(…) entre los extremos del muro circular que aquí se superponían, y eran altas y fuertes y había muchas lámparas…” Un pasaje profundo se abría luego de trasponer las puertas y luego de éste, se entraba a la ciudad. Múltiples senderos, caminos y escaleras recorrían la Colina; y en un prado elevado había una hermosa fuente “(…) iluminada por unas linternas de plata que colgaban de las ramas de los árboles, y el agua caía en un pilón de plata que desbordaba en un arroyo blanco…;” que volcaba sus aguas hacia el sureste. Un enorme mallorn se encontraba en el lado sur del prado de la fuente; de un “(…) tronco enorme y liso…” que “…brillaba como seda gris y subía rectamente hasta las primeras ramas que se abrían muy arriba bajo sombrías nubes de hojas…;” alrededor del tronco y en las múltiples ramas del gran árbol, había muchos flets, y para acceder a esas moradas se usaba una escala ancha. En la parte superior del gran árbol se ubicaba “la Cámara de Celeborn”, construida sobre un  “(…) talan grande, parecido al puente de un navío…” La habitación era ovalada y rodeaba el tronco del árbol, que a esas alturas era un poco más delgado, pero seguía siendo imponente. Las paredes de la Cámara “(…) eran verdes y plateadas y el techo de oro. Había muchos elfos sentados. En dos asientos que se apoyaban en el tronco del árbol, y bajo el palio de una rama, estaban el Señor Celeborn y Galadriel…”

## Historia
En Caras Galadon, la Comunidad del Anillo reposó un tiempo. Aquí también ocurrió el episodio del Espejo de Galadriel, la última prueba de esta Dama noldorin antes de partir al Oeste. También Gandalf fue recibido aquí, dando y recibiendo consejo, luego de su retorno a la vida.